# 蒂特滕

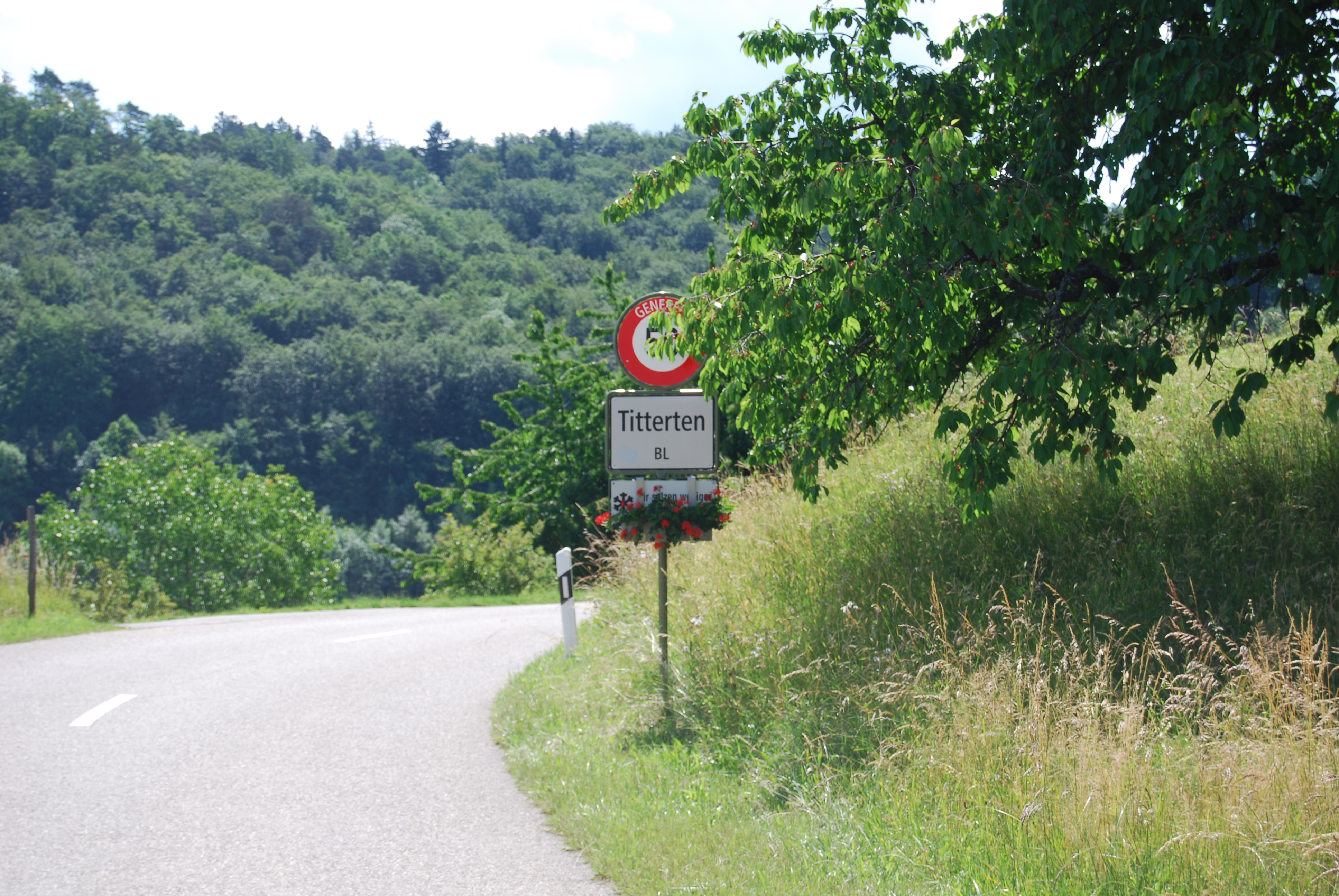

蒂特滕是瑞士的城鎮，位於該國北部，由巴塞爾鄉村州負責管轄，面積3.71平方公里，海拔高度668米，2012年人口417，八成半人口信奉基督教，人口密度每平方公里112人。

## 外部連結
- Official website （页面存档备份，存于） （德文）